# Зигфрид и Рој
Зигфрид и Рој био је немачко-амерички дуо забављача и мађионичара, најпознатијих по својим наступима са белим лавовима и белим тигровима. Чинили су га Зигфрид Фишбахер (13. јун 1939 — 13. јануар 2021) и Рој Хорн (право име Уве Лудвиг Хорн; 3. октобар 1944 — 8. мај 2020). Након успешних солистичких каријера, 1990. године су оформили дуо који је наступао до 2003. године када је током једног наступа Хорна напао тигар. Званично су се повукли 2010. године.
Рој Хорн је преминуо 8. маја 2020. године од последица ковида 19.
Зигфрид Фишбахер је преминуо 13. јануара 2021. године.